# Номенклатурний тип
Тип або номенклату́рний тип (лат. typus) — елемент біологічної класифікації, на якому ґрунтується опис таксона, пов'язаний з первинною публікацією назви. Номенклатурні типи слугують для правильного застосування назви таксона.
Процес виділення, позначення номенклатурного типу називають типіфікацією. Типіфікація слугує засобом, за допомогою якого назви таксонів пов'язують з самими таксонами.

## Деякі номенклатурні типи
- голотип — зразок, на основі якого описується вид або внутрішньовидовий таксон;
- ізотип — дублікат голотипу (є частиною того ж збору, що і голотип);
- аутентик — зразки, на основі яких здійснено опис;
- паратип — аутентик, який не став голотипом або ізотипом;
- синтип — зразок, на який безпосередньо посилався сам автор;
- ізосинтип — за аналогією до ізотипу стосовно синтипу;
- лектотип — замінник голотипу, що вибирається з числа синтипів;
- паралектотип — синтип, що залишився після вибору лектотипу;
- неотип — зразок, що відповідає першоопису (за умови, якщо голотип та дублікати втрачено);
- ізонеотип — зразок з того самого збору, що і неотип;
- кластотип — фрагмент типового зразка;
- аллотип — типовий зразок іншої статевої форми;
- топотип — зразки, що були зібрані у тому ж місці, що і голотип;
- іконотип — типове зображення зразка, наведене у першоописі.

Типом таксономічної категорії (рангом) таксона, на якій ґрунтується опис таксона, може бути:
- для таксона в ранзі виду або нижче — екземпляр (у ботаніці і зоології); живий штам або іноді фіксований екземпляр, препарат, малюнок, опис (у мікробіології). У ботаніці типом для виду, як правило, є гербарний зразок, але іноді в цій ролі може виступати також опис або малюнок (у випадку водоростей чи грибів);
- для таксона в ранзі роду або в ранзі між родом і видом — вид;
- для таксона в ранзі родини, надродини або в ранзі між родиною і родом — рід;
- для таксона в ранзі порядку і підпорядку (в мікробіології та ботаніці) або ряду — рід;
- для таксона в ранзі класу і підкласу — порядок або ряд;
- назви ботанічних таксонів рангом вище за родину типіфікуються, тільки якщо вони засновані на назві роду (наприклад назва Pinopsida утворена від Pinus L.). Інакше типіфікация до таких назв не застосовується (наприклад, в групі Coniferae, яка синонімічна підкласу Pinopsida, типовий таксон не визначався).

Тип, таким чином, — об'єктивна основа, з якою пов'язана назва таксона. Якщо таксон розділяється на дві або більше частин, стара назва зберігається за тією частиною, до якої належить номенклатурний тип. Оскільки номенклатурний тип є виключно номенклатурним поняттям, не можна говорити про яку-небудь «типовість» (у звичайному сенсі) таксона (елементу), що є типом, в порівнянні з аналогічними таксонами (елементами), що не є типами. Наприклад, екземпляри, що є типами, можуть опинитися на самому краю лінійки мінливості даного виду. Аналогічно, з того факту, що рід є типовим для якоїсь родини, зовсім не випливає, що істотні якісні ознаки, характерні для даної родини, проявляються у представників даного роду яскравіше в порівнянні з представниками інших родів родини.
Опис типу повинен включати діагностику (зазвичай, обговорення подібності та відмінності від близькоспоріднених видів) і вказівку на те, де типовий зразок чи зразки зберігаються для дослідження. Географічне місце, де спочатку було знайдено типовий зразок, відоме як його типова місцевість. У випадку паразитів термін типовий хазяїн (або симбіотип) використовується для позначення організму хазяїна, з якого було отримано типовий зразок.